# Sportowy Sąd Arbitrażowy
Sportowy Sąd Arbitrażowy, zwany także Trybunałem Arbitrażowym do spraw Sportu, w skrócie CAS lub TAS (ang. CAS, Court of Arbitration for Sport, franc. TAS, Tribunal arbitral du sport) – międzynarodowy sąd arbitrażowy, powołany 30 czerwca 1984, jako najwyższa instancja rozstrzygania sporów w dziedzinie sportu. Jego główna siedziba znajduje się w Lozannie (Szwajcaria), a oddziały w Nowym Jorku i Sydney. Okazjonalnie CAS zbiera się w miastach organizujących igrzyska olimpijskie, jeśli zachodzi taka potrzeba. 
Trybunał Arbitrażowy ds. Sportu prowadzi postępowania zgodnie z wewnętrzną regulacją: Postępowania przed CAS prowadzone są zgodnie z regulacją Code of Sports-related Arbitration. Orzeczenia co do zasady rozstrzygnięcia TAS/CAS mają moc wyroków sądowych i charakter ostateczny z chwilą ich ogłoszenia. Wyroki CAS podlegają egzekucji zgodnie z Konwencją nowojorską o uznawaniu i wykonywaniu orzeczeń arbitrażowych z 10 czerwca 1958 roku (Dz.U. z 1962 r., Nr 9, poz. 41), która jest stosowana przez ponad 125 krajów. 
Stworzony przez przewodniczącego Międzynarodowego Komitetu Olimpijskiego (MKOl) – Juana Antonio Samarancha, jako agencja rozjemcza dla sporów powstałych na igrzyskach olimpijskich. Zaczął funkcjonować 30 czerwca 1984, a do 1994 r. stanowił część MKOl-u.
W 1994 r. sprawa rozstrzygnięta przez CAS została zgłoszona do Federalnego Sądu Najwyższego Szwajcarii, podważając bezstronność CAS-u. Szwajcarski sąd uznał CAS za prawdziwy sąd arbitrażowy, ale wskazał na istnienie wielu niekorzystnych powiązań pomiędzy CAS-em i MKOl-em. W reakcji, CAS podjął się wprowadzenia zmian, aby uniezależnić się od MKOl-u, zarówno organizacyjnie i finansowo. Największą było stworzenie Międzynarodowej Rady Arbitrażowej do spraw Sportu (ICAS) w celu zarządzania i finansowania CAS-u, tymże zastępując obie role dotychczas spełniane przez MKOl.
Spór może zostać przedstawiony CAS-owi tylko w przypadkach wcześniejszego istnienia porozumienia arbitrażowego pomiędzy stronami, wyznaczającego CAS jako instancję rozstrzygającą. Obecnie, wszystkie międzynarodowe federacje sportowe – oprócz jednej – jak i wiele narodowych komitetów olimpijskich, uznają jurysdykcję CAS-u, zawierając w tym celu w swoich statutach odwołanie do arbitrażu przeprowadzanego przez CAS.
Wszyscy arbitrzy CAS-u to wybitni juryści, a sam CAS cieszy się wielkim prestiżem w międzynarodowej społeczności sportowej. Arbitrzy wywodzą się z 55 państw świata i jest ich ponad 300.
Większość niedawnych spraw rozważanych przez Sportowy Sąd Arbitrażowy dotyczyła opłat transferowych w zawodowej piłce nożnej lub dopingu wydolnościowego.